# Gisekiaceae
Classification APG III (2009)
Famille
La famille des Gisekiaceae regroupe des plantes dicotylédones.
Cette famille est acceptée par la classification phylogénétique APG II (2003) et la classification phylogénétique APG III (2009), mais pas par la classification phylogénétique APG (1998).
En mai 2007 Angiosperm Phylogeny Website ne reconnaissait pas cette famille et incluait ces plantes  à la famille Phytolaccaceae.
Mais en mai 2010, l'Angiosperm Phylogeny Website la reconnaissait de nouveau.
En classification classique de Cronquist (1981) cette famille n'existe pas.

## Étymologie
Le nom vient du genre type Gisekia nommé en l'honneur du médecin, botaniste et bibliothécaire Paul Dietrich Giseke (1741–1796), contemporain et ami de Linné.

## Liste des genres
Selon Angiosperm Phylogeny Website (3 mai 2010), NCBI (3 mai 2010) et DELTA Angio (3 mai 2010) :
- genre Gisekia (en)

## Liste des  espèces
Selon NCBI (3 mai 2010) :
- genre Gisekia
  - Gisekia africana
  - Gisekia pharnacioides
  - Gisekia sp. Hartmann 31217